# Xiaomi Mi Band

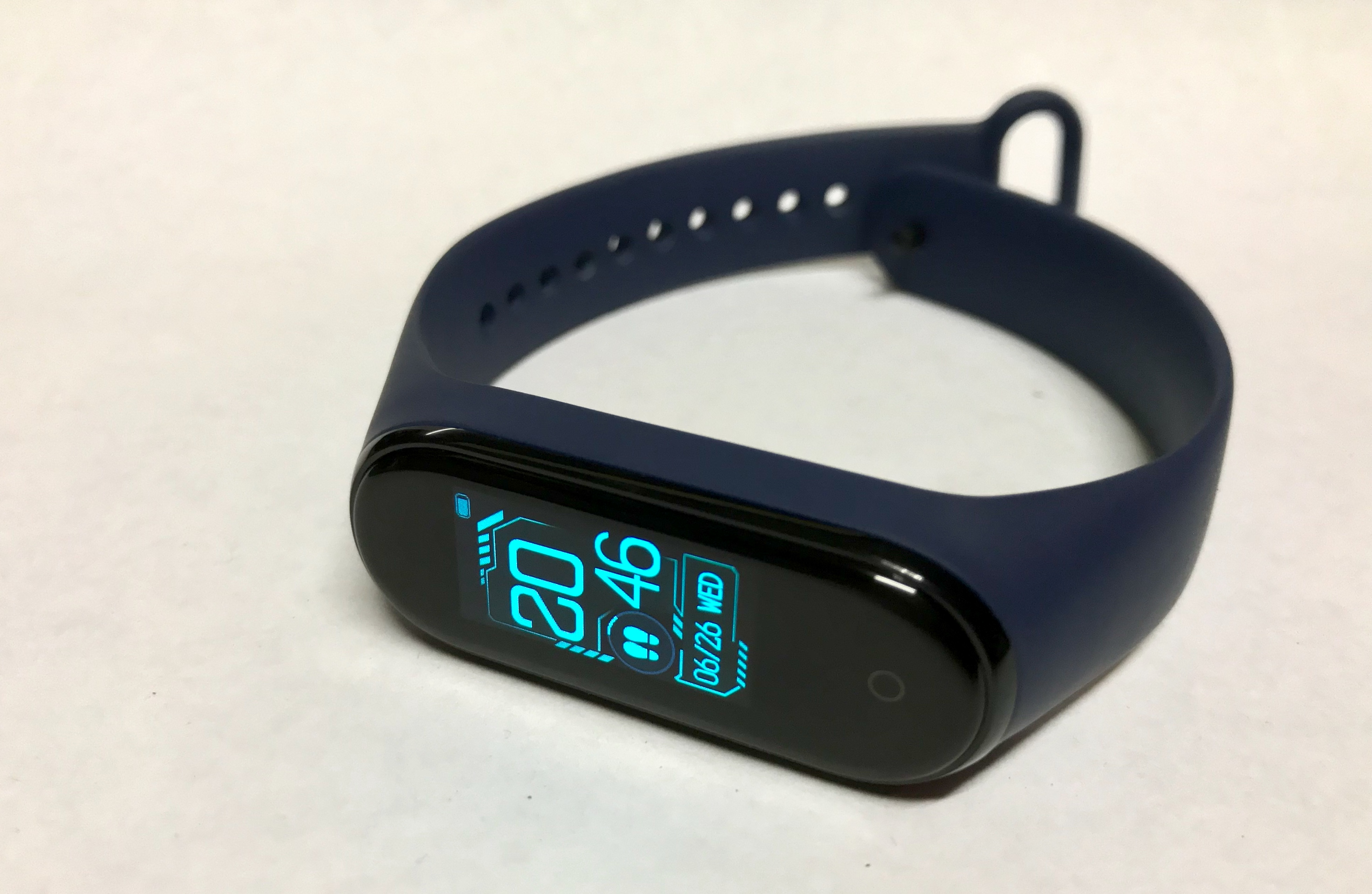
Xiaomi Mi Band 4

La Xiaomi Mi Band és un rastrejador d'activitats portàtil produït per Xiaomi, presentat durant un esdeveniment de llançament de Xiaomi el 22 de juliol de 2014. Aquest article tracta principalment de la Mi Band original; les versions posteriors tenen articles separats.

## Disseny
La Mi Band s'assembla a una polsera en el seu disseny i es pot portar a qualsevol mà. La ubicació de la banda es pot establir mitjançant l'aplicació oficial Mi Band anomenada Mi Fit, substituïda posteriorment per Mi Health i rebatejada posteriorment a Zepp Life.
La banda conté el tracker principal que és al voltant de 9 mm de gruix i 36 mm de llargada. S'insereix en una polsera TPSiV, que és hipoalergènica i té propietats anti-UV i antimicrobals. El rastrejador s'insereix al mòdul del carregador, que es pot connectar a una font d'alimentació externa de 5,0 V. També s'anomena "Xiaomi Fit".

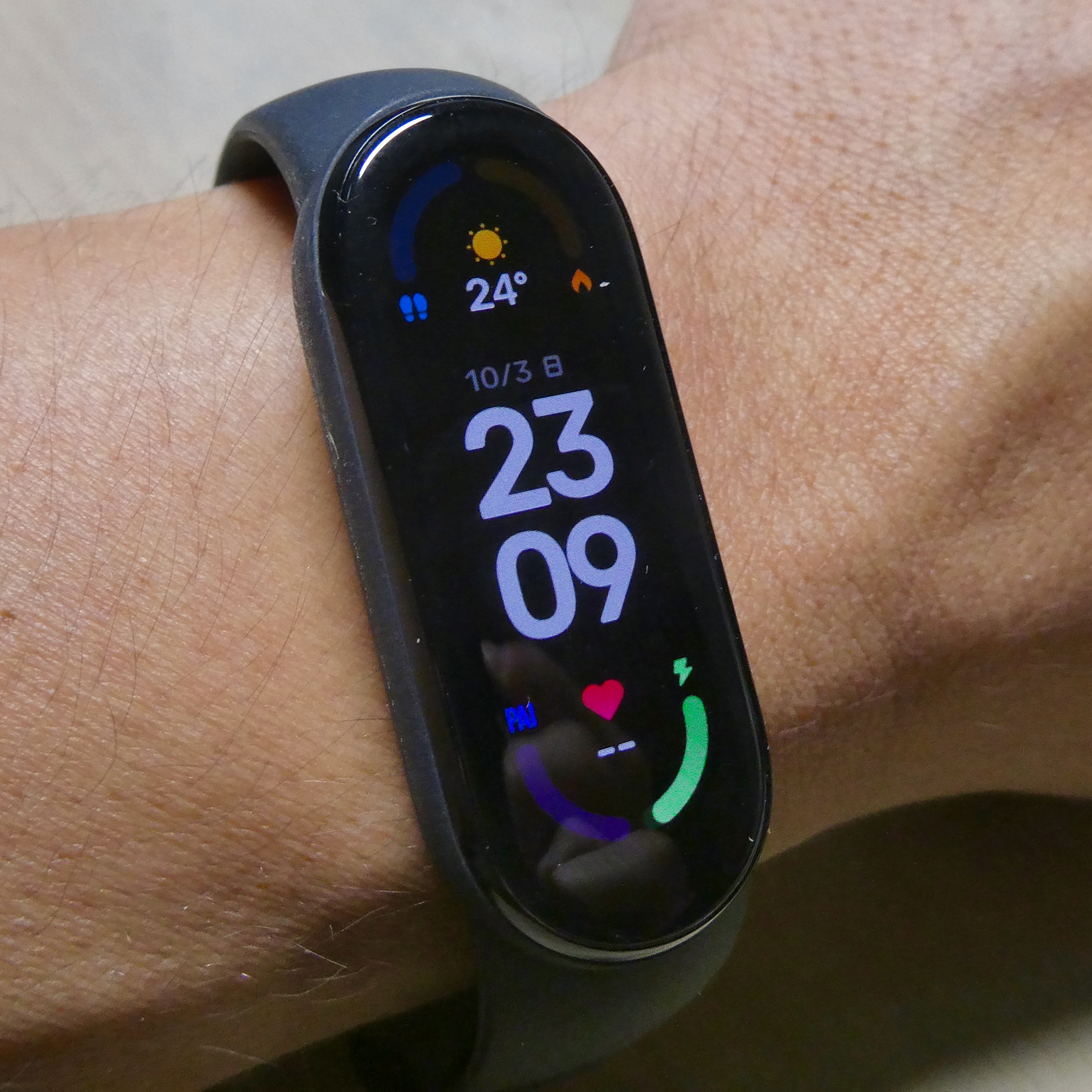
Mi band 6

## Especificacions
- Monitor de fitness i rastrejador del son
- Alarma intel·ligent de cicle de son
- Desbloquegeu el vostre Android sense contrasenya
- Potència en espera de 14 dies
- Resistent a l'aigua (IP67)
- Alerta de vibració (trucada i notificació)

## Compatibilitat de programari
En el moment del llançament, l'única manera oficial d'utilitzar Mi Band era utilitzar l'aplicació Mi Fit de Xiaomi, tot i que existeixen programari de tercers com gadgetbridge.

## Models posteriors
Xiaomi va anunciar el Mi Band 1S, o el Mi Band Pulse, el successor de la Mi Band, el 7 de novembre de 2015. És gairebé idèntic al seu predecessor, amb l'addició d'un sensor de freqüència cardíaca a la part inferior de la banda, que la fa una mica més voluminosa a 37 x 13,6 x 9,9 mm. L'addició del sensor de freqüència cardíaca semblava haver disminuït la resistència de la bateria, que afirmava ser de 30 dies d'ús amb una càrrega. En realitat, la bateria generalment s'apaga en 15 dies. La freqüència cardíaca a l'1S es mesura a demanda, no ofereix un seguiment continu.
Van seguir altres models, amb la Mi Band 2 el 2016, la Mi Band 3, la Mi Band 4, Mi Band 5, Mi Band 6, Mi Band 7 i Xiaomi Smart Band 8. Una aplicació anomenada "Zepp Life", del fabricant de la polsera de seguiment de fitness de Xiaomi, està disponible a Google Play Store. Una aplicació posterior anomenada Mi Health va estar disponible per als telèfons Xiaomi amb la interfície d'usuari MIUI.